# پیمان یوسفی

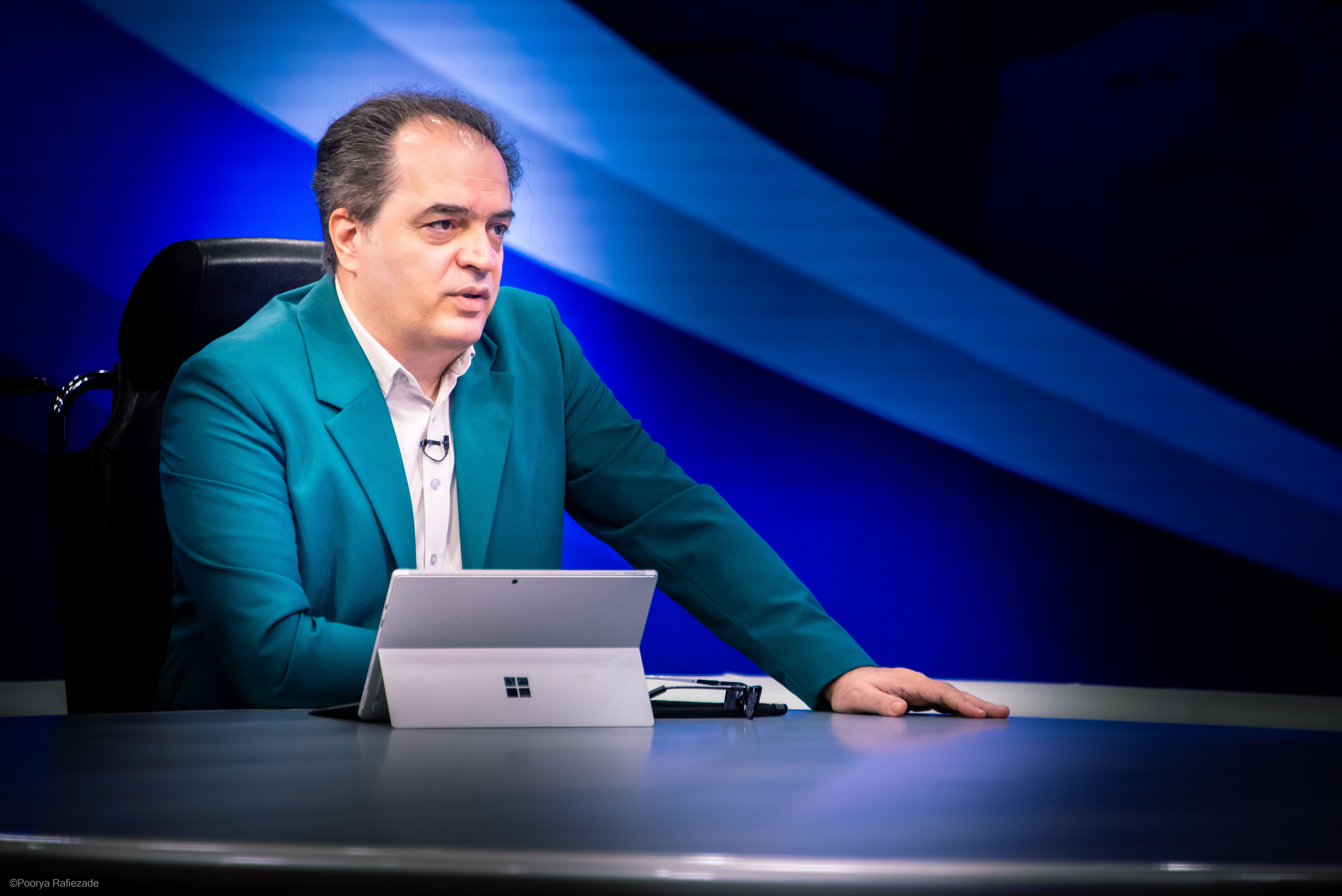

پیمان یوسفی (زاده ۴ بهمن ۱۳۴۸ در خوی)، گزارشگر فوتبال، مجری تلویزیون و تهیه‌کننده ایرانی است. او دارای مدرک کارشناسی ارشد زیست شناسی است.

## زندگی شخصی
او اصالتاً از طرف پدری و مادری اهل شهر خوی در استان آذربایجان غربی است. او متأهل و دارای یک فرزند پسر است. به گفته خودش، او از دوران کودکی مجله‌های ورزشی نظیر دنیای ورزش و کیهان ورزشی را دنبال می‌کرد.

## ورود به گزارشگری
پیمان یوسفی در سال ۱۳۷۷ وارد سازمان صدا و سیما شد و یک سال بعد نخستین گزارش خود را در جام جهانی جوانان در سال ۱۹۹۹ بین آرژانتین و کلمبیا را گزارش کرد.

## حاشیه‌ها

### حضور زنان در ورزشگاه
در سال ۱۳۹۶ هنگام گزارش بازی ایران و سوریه با دیدن تصاویر حضور زنان سوری در ورزشگاه آزادی، حرف از حضور زنان در ورزشگاه را به میان آورد، او ابراز امیدواری کرد تا در آینده اقداماتی شود تا شرایط حضور بانوان در ورزشگاه‌ها در ایران فراهم شود، همین اظهار نظر باعث شد به یکباره مدتی از مجری گری و گزارشگری کنار گذاشته شود و به دلیل اینکه وی در برنامه فوتبال برتر در آن زمان حضور مستمر داشت، جای خالی او به شدت قابل حس بود تا این غیبت مورد توجه مردم قرار گرفت.
سید مرتضی میرباقری، معاون سیمای رئیس سازمان صدا و سیمای ایران دربارهٔ شایعه ممنوع‌الکاری پیمان یوسفی با توجه به اظهار نظرش نسبت به حضور زنان در ورزشگاه‌ها بیان داشت:
«پیمان یوسفی ممنوع‌التصویر نشده‌است، با این حال ما به دوستان مجری خود توصیه کرده‌ایم که بر اساس مصالح ملی و شبکه و برنامه ای که در آن کار می‌کنند مطالب شان را بیان کنند. وقتی ما به کسی تریبون می‌دهیم آن شخص مأموریت معینی دارد و اگر بخواهد بدون کار کارشناسی نکته ای را بیان کند در نظر نمی‌گیرند که این حرف چه ابعادی را دربردارد و چه هزینه ای را برای شبکه و برنامه ایجاد می‌کند. اگر قرار باشد افراد دربارهٔ همه چیز اظهارنظر کنند کاری غیرحرفه ای است. پیمان یوسفی کار غیرحرفه ای انجام داد اما اینگونه نبود که ممنوع‌التصویر شده باشد.»
اما غیبت او تا چند وقت از گزارش بازی‌ها و اجرای برنامه‌های فوتبالی، این شایعه را قوت بخشید.

### اشاره به سانسور صدا و سیما
در مسابقه ایران و پرتغال در رقابت‌های جام جهانی ۲۰۱۸ روسیه؛ پیمان یوسفی حین گزارش گفت: 
«هواداران حاضر در استادیوم یکپارچه تیم ملی را تشویق می‌کنند و سراسر شور و هیجان هستند، آنها امیدشان را از دست نداده‌اند و هنوز امیدوارانه تیم ملی کشورمان را تشویق می‌کنند، چه آنهایی که می بینیمشان و چه آنهایی که نمی‌توانیم ببینیم!»

### حضور مجدد در تلویزیون
یوسفی چندی بعد با گزارش دیدار انگلیس - اسلوونی به تلویزیون بازگشت ولی تنها به عنوان گزارشگر دیده می‌شد و حضور تصویری به عنوان مجری برنامه دیگر به او داده نشد. وی سرانجام پس از مدتی تقریباً کوتاه دوری از دوربین مجدداً اجرای یک برنامه فوتبال را بر عهده گرفت.

### مجری‌گریورزش و مردم
برنامه ورزش و مردم که سال‌ها با تهیه کنندگی و اجرای بهرام شفیع؛ هر هفته جمعه ها؛ از شبکه یک سیما پخش می‌شد، پس از فوت بهرام شفیع به پیمان یوسفی سپرده شد.